# Joseph Pallikaparampil
Joseph Pallikaparampil (ur. 10 kwietnia 1927 w Mutholapuram) – indyjski duchowny syromalabarski, w latach 1981-2004 biskup Palai.

## Życiorys
Święcenia kapłańskie przyjął 23 listopada 1958. 16 czerwca 1973 został prekonizowany biskupem pomocniczym Palai ze stolicą tytularną w Abydus. Sakrę biskupią otrzymał 15 sierpnia 1973. 6 lutego 1981 został mianowany biskupem Palai. 18 marca 2004 przeszedł na emeryturę.